# Xorides boharti
Xorides boharti là một loài tò vò trong họ Ichneumonidae.